# Главное народное училище
Главные народные училища — начальные учебные заведения в Российской империи.
В 1782 году была создана «Комиссия об устройстве Народных училищ», утвердившая план учебных заведений, по которому все народные училища разделялись на три типа: малые, с двумя классами; средние, с тремя; главные, с четырьмя и пятью годами обучения. 
Главные народные училища состояли из 4-х классов. Первые два класса соответствовали курсу Малого народного училища. В 1 классе изучалось чтение, письмо и основы христианского учения (краткий катехизис и священная история); во 2 классе — пространный катехизис, арифметика, грамматика русского языка, чистописание и рисование; в 3 классе — повторение катехизиса; арифметика, всеобщая история, география, российская грамматика с упражнениями и чистописание. 4 класс имел два отделения, обучение в нем длилось соответственно два года. В 4 классе изучалась история (всеобщая и русская), география, российская грамматика, геометрия, механика, физика, естественная история, гражданская архитектура и рисование.  Желающим, начиная с 1 класса,  преподавались языки: латинский и один из новейших. Кроме того, желающие могли подготовиться к должности учителя малых народных училищ. Для этого изучался курс методики обучения («способ учения»). 
В каждом училище было до 6 учителей. Учитель арифметики был одновременно и учителем российской грамматики, латинского языка, физики и архитектуры; учитель истории — учителем географии и естественных наук; также ещё законоучитель, учитель языков и учитель чистописания. Во главе училища стоял директор или смотритель. Главными попечителями училищ были губернаторы или генерал-губернаторы. Все училища находились в ведении Приказа общественного призрения. 
Согласно Уставу о народных училищах от 5 (16) августа 1786 года, в каждом губернском городе должно было быть устроено по одному Главному народному училищу. Указом от 22 сентября (3 октября) 1786 года повелевалось открыть главные народные училища в 26 губерниях (по преимуществу в западных и юго-западных), а указом от 3 (14) ноября 1788 года — в остальных 25 губерниях. 
Первое «Главное народное училище» было открыто в Санкт-Петербурге в 1783 году. Его директором был один из авторов проекта системы народных училищ педагог Ф. И. Янкович.
В Главные народные училища принимались дети всех сословий, кроме крепостных крестьян. В них применялись прогрессивные для своего времени методы обучения и учёта знаний учеников, использовалась классно-урочная система.
В 1802 году Комиссия народных училищ была заменена на Министерство народного просвещения, а 24 января (5 февраля) 1803 года были утверждены предварительные правила народного просвещения, которыми предполагалась замена главных народных училищ гимназиями. В западных губерниях Российской империи этот процесс начался в том же 1803 году, а с утверждение в 1804 году общего Устава учебных заведений, и в других губерниях Главные народные училища стали преобразовываться в гимназии.

## Источник
- Главное народное училище // Энциклопедический словарь Брокгауза и Ефрона : в 86 т. (82 т. и 4 доп.). — СПб., 1890—1907.